# چی شده
 چی شده نام یک آلبوم موسیقی اثر  بابک جهانبخش، هنرمند ایرانی است که در سبک پاپ تهیه شده و دارای ۱۱ آهنگ است.

## فهرست آهنگ‌ها
| ردیف | آهنگ             |
| ۱    | می دونم          |
| ۲    | چی شده           |
| ۳    | یادته            |
| ۴    | حضور             |
| ۵    | خورشید و ماه     |
| ۶    | مادر             |
| ۷    | حضور             |
| ۸    | تک و تنها        |
| ۹    | خداحافظ          |
| ۱۰   | یکی بود یکی نبود |
| ۱۱   | کجایی            |